# Lista comunelor din Mascara

Harta Algeriei cu provincia Mascara evidențiată

Din provincia Mascara fac parte următoarele comune:
- Aïn Fares
- Aïn Fekan
- Aïn Ferah
- Aïn Fras
- Alaimia
- Aouf
- Beniane
- Bou Hanifia
- Bou Henni
- Chorfa
- El Bordj
- El Gaada
- El Ghomri
- El Guettana
- El Keurt
- El Menaouer
- Ferraguig
- Froha
- Gharrous
- Ghriss
- Guerdjoum
- Hachem
- Hacine
- Khalouia
- Makdha
- Mamounia
- Maoussa
- Mascara
- Matemore
- Mocta Douz
- Mohammadia
- Nesmoth
- Oggaz
- Oued El Abtal
- Oued Taria
- Ras Ain Amirouche
- Sedjerara
- Sehailia
- Sidi Abdeldjebar
- Sidi Abdelmoumen
- Sidi Kada
- Sidi Boussaid
- Sig
- Teghenif
- Tizi
- Zahana
- Zelmata